# Olé (cercador)
El cercador Olé (acrònim d' Ordenamientos de Links Especializados) va ser el primer cercador d'internet disponible en llengua castellana. Va obrir al públic l'1 de gener de 1996, mitjançant l'URL www.ole.es.

## Història
El projecte va néixer quan Pep Vallés, de la Fundació Catalana per a la Recerca (FCR), organisme de la Generalitat de Catalunya, va suggerir la creació d'un portal d'Internet per a la implantació de les empreses catalanes. El projecte va ser creat i finançat i hostatjat per la mateixa FCR, a través de CINET, un departament de la FCR per promoure promoure l'ús de les telecomunicacions en l'àmbit empresarial.
Inicialment va funcionar com un directori. L'equip del CINET rastrejava el web cercant recursos en espanyol, tractant de contrastar la informació i verificar la seva disponibilitat. Quan va trobar 50.000 referències en aquesta llengua, es va llançar públicament el projecte l'1 de gener de 1996, amb unes 2.000 referències. El març del mateix any va superar el milió de visites, amb unes xifres de creixement exponencials que es confirmarien més endavant.
Amb el temps, Olé va anar diversificant la seva oferta de serveis afegint correu electrònic, xat i tauler d'anuncis, entre d'altres. Va signar col·laboracions amb altres portals europeus, com Alleurope.
Una enquesta duta a terme per AIMC-EGM en 1998 va situar a Olé com el tercer lloc més visitat pels internautes espanyols, només rere Yahoo! i el El País Digital.
Vuit mesos després després d'iniciat el projecte, el novembre de 1996, la FCR el va vendre al propi Vallés per 200.000 pessetes (uns 1.200 €), en una polèmica privatització.

### Telefònica
El 10 de març de 1999 responsables d'Olé i de Telefónica van signar un acord de societat amb l'objectiu de convertir-se en un referent en el mercat espanyol de continguts.
Poc després Telefònica va millorar l'acord i va comprar Olé per uns 3.000 milions de pessetes (18 milions d'euros) i drets sobre el portal Terra, un nou portal de Telefònica. En el moment de la venda el portal tenia uns 5 milions de visites mensuals, amb uns 27 milions de pàgines servides.
El motor cercador d'Olé va acabar desapareixent, sent substituït pel de Lycos, un cop absorbit per Terra.

## Via judicial
L'any 2000, la fiscalia va estimar l'existència de delictes contra Hisenda i estafa o apropiació indeguda de Josep Vallés, fundador del portal Olé, embrió de Terra, de Josep Antoni Plana Castellví, ex-director general de la Fundació Catalana per a la Recerca (FCR), que hauria resultat perjudicada i de l'ex-conseller de Telefónica, Martín Velasco.
L'abril de 2003, la titular del jutjat d'instrucció número vuit de Barcelona, Mireia Salvá, va arxivar parcialment el cas Olé, al considerar que "no hi havia hagut infracció penal en la venda del portal d'internet Olé per part de la Fundació Catalana per la Recerca (FCR) a Pep Vallés". Tot i això, la jutge va mantenir la investigació per possible frau fiscal en la venda d'Olé a Telefónica, que, a més de a Pep Vallés i als seus socis, afectava també a l'exconseller de Telefónica Martín Velasco.